# Associazione Sportiva Roma 2022-2023
Questa voce raccoglie le informazioni riguardanti l'Associazione Sportiva Roma nelle competizioni ufficiali della stagione 2022-2023.

## Stagione
Quella del 2022-2023 è la 94ª stagione nel torneo di massima serie italiano, la 71ª consecutiva in Serie A. Nel mercato estivo arrivano nuovi innesti per il club capitolino, tra cui i centrocampisti Nemanja Matić, svincolato e nell'ultima stagione al Manchester Utd, e Georginio Wijnaldum, proveniente dal Paris Saint-Germain, e gli attaccanti Andrea Belotti e Paulo Dybala, entrambi svincolati e nell'ultima stagione rispettivamente al Torino e alla Juventus.
Il campionato, iniziato con un 1-0 contro la Salernitana in trasferta, fa segnare un avvio promettete ma, per via anche di alcuni infortuni (come quello grave di Wijnaldum), col passare delle giornate i giallorossi perdono contatto dalla vetta della classifica: sconfitti anche nel derby contro la Lazio, i capitolini chiudono sesti prima della lunga sosta per la disputa del campionato mondiale in Qatar. Al ritorno in campo, i giallorossi ottengono una serie utile di quattro partite e terminano il girone d'andata al terzo posto. Il girone di ritorno, tuttavia, fa segnare una flessione: i giallorossi, fiaccati dall'impegno europeo, perdono anche il derby di ritorno per 1-0 e chiudono la stagione con quattro pareggi, tre sconfitte e una sola vittoria, che determinano il sesto posto finale in campionato davanti alla Juventus e la qualificazione alla successiva edizione di Europa League. Per i capitolini si tratta del quinto anno consecutivo senza qualificazione alla Champions League.
In Coppa Italia, dopo aver superato il Genoa per 1-0 agli ottavi di finale, i giallorossi interrompono il proprio cammino nei quarti di finale, non riuscendo ad imporsi sulla Cremonese (2-1 per i grigiorossi).
In Europa League la Roma viene sorteggiata nel gruppo C con gli spagnoli del Betis, i bulgari del Ludogorec e i finlandesi dell'HJK. Dopo aver passato il girone da seconda grazie alla vittoria contro il Ludogorec all'ultima giornata, la Roma trova gli austriaci del Salisburgo nello spareggio, riuscendo a passare il turno (sconfitta per 1-0 in Austria e vittoria per 2-0 in casa) ed elimina anche gli spagnoli della Real Sociedad agli ottavi di finale (vittoria per 2-0 a Roma e pareggio per 0-0 in Spagna). Al sorteggio dei quarti di finale, la Roma viene accoppiata con il Feyenoord, già battuto nella finale di Conference League della stagione precedente: i giallorossi perdono la partita d'andata a Rotterdam per 1-0, ma vincono per 4-1 il ritorno ai tempi supplementari ed eliminano gli olandesi. Nelle semifinali contro il Bayer Leverkusen battono i tedeschi grazie a un 1-0 all'Olimpico e uno 0-0 alla BayArena di Leverkusen, accedendo così alla seconda finale europea consecutiva. Nella finale la Roma perde ai tiri di rigore per 4-1 contro il Siviglia, dopo l'1-1 al termine dei tempi supplementari, sancito dal gol di Dybala e dall'autorete di Mancini.

## Divise e sponsor

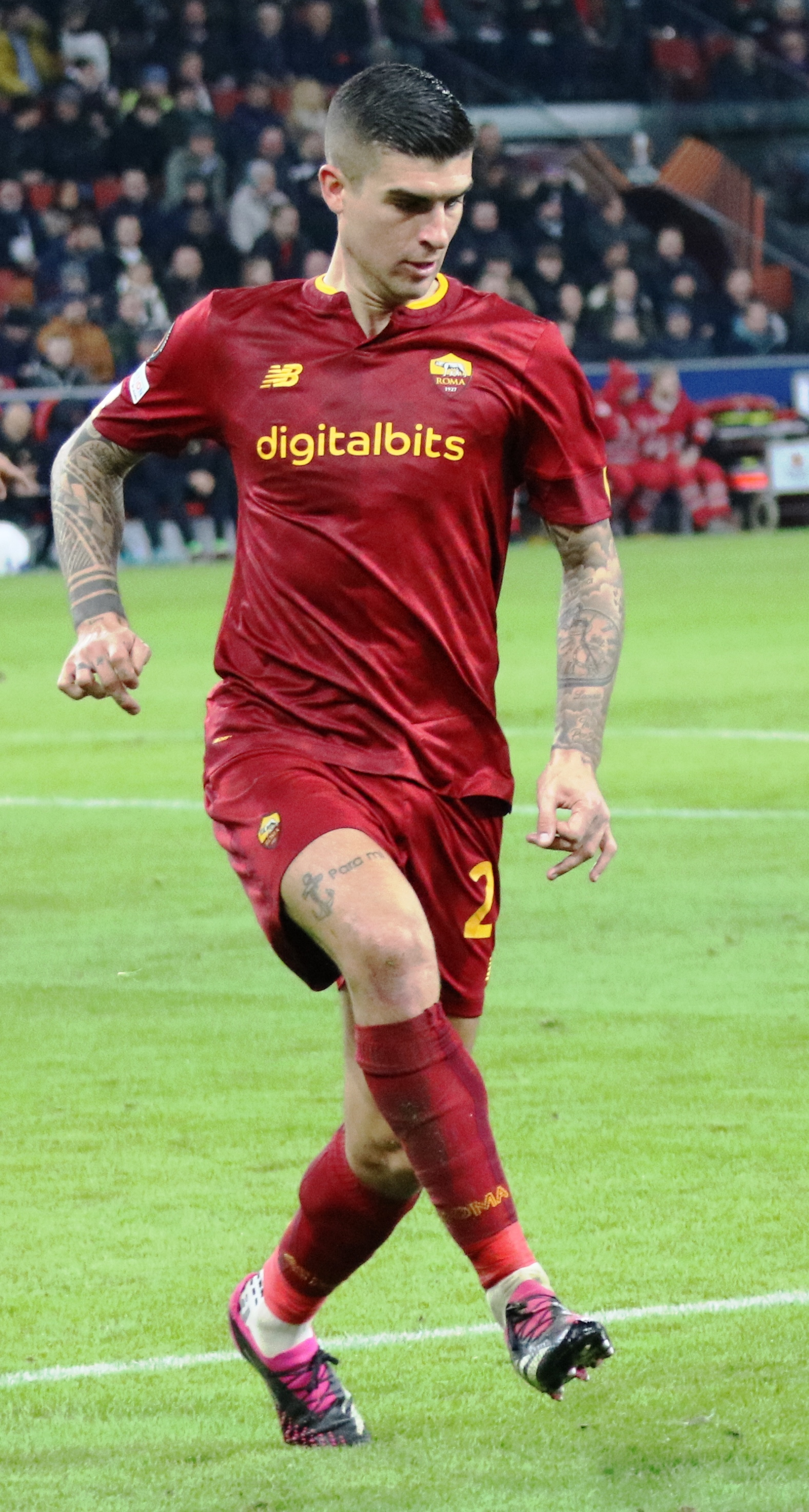
Il vicecapitano romanista Gianluca Mancini con la prima divisa all red della stagione

Lo sponsor tecnico è New Balance, il main sponsor è DigitalBits, mentre il back sponsor è Auberge Resorts. Dalla 32ª giornata di campionato, la Roma rimuove il main sponsor dalle proprie divise a causa di inadempienze economiche da parte di DigitalBits. Giocando le successive partite, compresa la finale di Europa League, con la stampa SPQR simbolo della città di Roma.
La prima divisa è costituita da maglia rossa con colletto alla coreana e dettagli gialli, pantaloncini e calzettoni rossi con decorazioni gialle. La divisa in trasferta è bianca con colletto a V e dettagli gialli e rossi. La terza divisa è nera e presenta dettagli astratti di colore grigio e rosa fluorescente, è inoltre presente, al posto dello stemma societario, una coccarda con la scritta "ASR" al suo interno. Per i portieri sono disponibili due divise: la prima delle due è verde con dettagli neri e argento, la seconda nera con dettagli argento.
| Casa | Trasferta | Terza divisa | 1ª portiere | 2ª portiere |

## Organigramma societario
Di seguito l'organigramma societario.
Area direttiva
- Presidente: Dan Friedkin
- Vicepresidente esecutivo: Ryan Friedkin
- Amministratore Delegato: Pietro Berardi, poi Lina Souloukou[14]
- Consiglieri: Marc Watts, Eric Williamson
- General Manager: Tiago Pinto
- Chief Executive Officer: Lina Souloukou
- Direttore Sportivo: Mauro Leo

Area tecnica
- Allenatore: José Mourinho
- Allenatore in seconda: Salvatore Foti
- Assistente tecnico: Giovanni Cerra
- Match analyst: Michele Salzarulo
- Preparatore dei portieri: Nuno Santos
- Preparatori atletici: Manrico Ferrari, Carlos Lalín, Stefano Rapetti

## Rosa

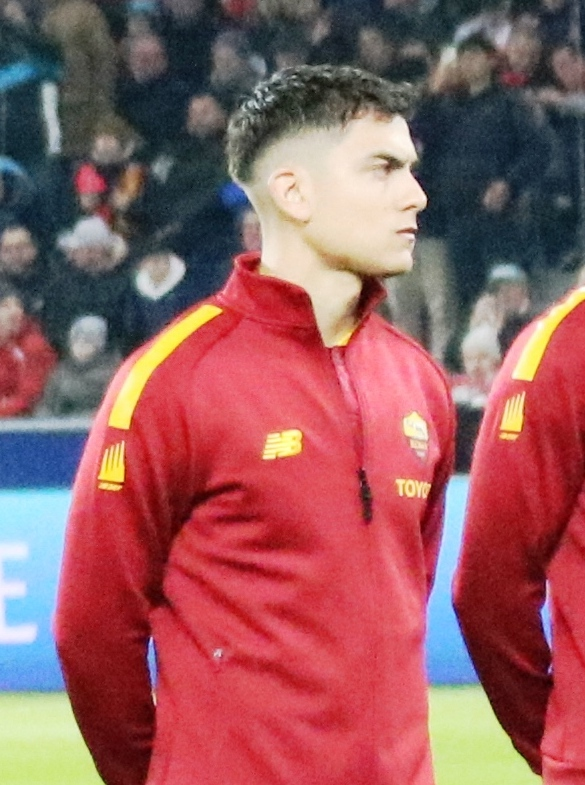
Il neoacquisto Paulo Dybala, migliore marcatore giallorosso della stagione con 18 reti.

Di seguito la rosa (numerazione aggiornate al 31 gennaio 2023).
| N. |                        | Ruolo | Calciatore                       |
| -- | ---------------------- | ----- | -------------------------------- |
| 1  | Portogallo (bandiera)  | P     | Rui Patrício                     |
| 2  | Paesi Bassi (bandiera) | D     | Rick Karsdorp                    |
| 3  | Brasile (bandiera)     | D     | Roger Ibañez                     |
| 4  | Italia (bandiera)      | C     | Bryan Cristante                  |
| 6  | Inghilterra (bandiera) | D     | Chris Smalling                   |
| 7  | Italia (bandiera)      | C     | Lorenzo Pellegrini (capitano)    |
| 8  | Serbia (bandiera)      | C     | Nemanja Matić                    |
| 9  | Inghilterra (bandiera) | A     | Tammy Abraham                    |
| 11 | Italia (bandiera)      | A     | Andrea Belotti                   |
| 14 | Uzbekistan (bandiera)  | A     | Eldor Shomurodov                 |
| 14 | Spagna (bandiera)      | D     | Diego Llorente                   |
| 17 | Uruguay (bandiera)     | D     | Matías Viña                      |
| 18 | Norvegia (bandiera)    | A     | Ola Solbakken                    |
| 19 | Turchia (bandiera)     | D     | Zeki Çelik                       |
| 20 | Guinea (bandiera)      | C     | Mady Camara                      |
| 21 | Argentina (bandiera)   | A     | Paulo Dybala                     |
| 22 | Italia (bandiera)      | C     | Nicolò Zaniolo                   |
| 23 | Italia (bandiera)      | D     | Gianluca Mancini (vice capitano) |

| N. |                                 | Ruolo | Calciatore           |
| -- | ------------------------------- | ----- | -------------------- |
| 24 | Albania (bandiera)              | D     | Marash Kumbulla      |
| 25 | Paesi Bassi (bandiera)          | C     | Georginio Wijnaldum  |
| 37 | Italia (bandiera)               | D     | Leonardo Spinazzola  |
| 52 | Italia (bandiera)               | C     | Edoardo Bove         |
| 55 | Gambia (bandiera)               | C     | Ebrima Darboe        |
| 58 | Italia (bandiera)               | D     | Filippo Missori      |
| 59 | Polonia (bandiera)              | C     | Nicola Zalewski      |
| 60 | Grecia (bandiera)               | D     | Dimitrios Keramitsis |
| 62 | Italia (bandiera)               | A     | Cristian Volpato     |
| 63 | Italia (bandiera)               | P     | Pietro Boer          |
| 65 | Italia (bandiera)               | C     | Filippo Tripi        |
| 68 | Bosnia ed Erzegovina (bandiera) | C     | Benjamin Tahirović   |
| 73 | Italia (bandiera)               | C     | Giacomo Faticanti    |
| 76 | Italia (bandiera)               | C     | Niccolò Pisilli      |
| 77 | Polonia (bandiera)              | A     | Jordan Majchrzak     |
| 92 | Italia (bandiera)               | A     | Stephan El Shaarawy  |
| 99 | Serbia (bandiera)               | P     | Mile Svilar          |

## Calciomercato

### Sessione estiva(dall'1/7 all'1/9)
| Acquisti         | Acquisti            | Acquisti            | Acquisti                         |
| R.               | Nome                | da                  | Modalità                         |
| ---------------- | ------------------- | ------------------- | -------------------------------- |
| P                | Mile Svilar         |                     | svincolato                       |
| D                | Mehmet Zeki Çelik   | Lilla               | definitivo (7 milioni €)         |
| C                | Nemanja Matić       |                     | svincolato                       |
| C                | Georginio Wijnaldum | Paris Saint-Germain | prestito con diritto di riscatto |
| C                | Mady Camara         | Olympiacos          | prestito con diritto di riscatto |
| A                | Paulo Dybala        |                     | svincolato                       |
| A                | Andrea Belotti      |                     | svincolato                       |
| Altre operazioni |                     |                     |                                  |
| R.               | Nome                | da                  | Modalità                         |
| P                | Stefano Greco       | Potenza             | fine prestito                    |
| D                | William Bianda      | Nancy               | fine prestito                    |
| D                | Devid Bouah         | Teramo              | fine prestito                    |
| D                | Bryan Reynolds      | Kortrijk            | fine prestito                    |
| D                | Riccardo Calafiori  | Genoa               | fine prestito                    |
| C                | Tommaso Milanese    | Alessandria         | fine prestito                    |
| C                | Ante Ćorić          | Zurigo              | fine prestito                    |
| C                | Salvatore Pezzella  | Siena               | fine prestito                    |
| C                | Gonzalo Villar      | Getafe              | fine prestito                    |
| A                | Justin Kluivert     | Nizza               | fine prestito                    |
| A                | Ruben Providence    | Estoril Praia       | fine prestito                    |

| Cessioni         | Cessioni               | Cessioni            | Cessioni                         |
| R.               | Nome                   | a                   | Modalità                         |
| ---------------- | ---------------------- | ------------------- | -------------------------------- |
| P                | Daniel Fuzato          | Ibiza               | definitivo                       |
| D                | Davide Santon          |                     | svincolato                       |
| C                | Ainsley Maitland-Niles | Arsenal             | fine prestito                    |
| C                | Sérgio Oliveira        | Porto               | fine prestito                    |
| C                | Henrix Mxit'aryan      |                     | svincolato                       |
| C                | Jordan Veretout        | Olympique Marsiglia | definitivo (11 milioni €)        |
| C                | Amadou Diawara         | Anderlecht          | definitivo (1,5 milioni €)       |
| A                | Carles Pérez           | Celta Vigo          | prestito con diritto di riscatto |
| A                | Felix Afena-Gyan       | Cremonese           | definitivo (6 milioni €)         |
| Altre operazioni |                        |                     |                                  |
| R.               | Nome                   | a                   | Modalità                         |
| P                | Stefano Greco          |                     | svincolato                       |
| P                | Robin Olsen            | Aston Villa         | definitivo (3,5 milioni €)       |
| D                | Devid Bouah            | Reggina             | definitivo                       |
| D                | Alessandro Florenzi    | Milan               | definitivo (2,7 milioni €)       |
| D                | Bryan Reynolds         | Westerlo            | prestito con diritto di riscatto |
| D                | Riccardo Calafiori     | Basilea             | definitivo (1 milione €)         |
| C                | Tommaso Milanese       | Cremonese           | definitivo                       |
| C                | Salvatore Pezzella     | Triestina           | definitivo                       |
| C                | Alessio Riccardi       | Latina              | definitivo                       |
| C                | Gonzalo Villar         | Sampdoria           | prestito con diritto di riscatto |
| A                | Ruben Providence       | Hartberg            | prestito                         |
| A                | Justin Kluivert        | Valencia            | prestito con diritto di riscatto |

### Sessione invernale(dal 3/1 al 31/1)
| Acquisti         | Acquisti       | Acquisti  | Acquisti                         |
| R.               | Nome           | da        | Modalità                         |
| ---------------- | -------------- | --------- | -------------------------------- |
| D                | Diego Llorente | Leeds Utd | prestito con diritto di riscatto |
| A                | Ola Solbakken  |           | svincolato                       |
| Altre operazioni |                |           |                                  |
| R.               | Nome           | da        | Modalità                         |
| C                | Gonzalo Villar | Sampdoria | fine prestito                    |

| Cessioni         | Cessioni         | Cessioni        | Cessioni                         |
| R.               | Nome             | a               | Modalità                         |
| ---------------- | ---------------- | --------------- | -------------------------------- |
| D                | Matías Viña      | Bournemouth     | prestito con diritto di riscatto |
| C                | Filippo Tripi    | NŠ Mura         | definitivo                       |
| C                | Nicolò Zaniolo   | Galatasaray     | definitivo                       |
| A                | Eldor Shomurodov | Spezia          | prestito                         |
| Altre operazioni |                  |                 |                                  |
| R.               | Nome             | a               | Modalità                         |
| C                | Gonzalo Villar   | Getafe          | prestito con diritto di riscatto |
| A                | Antonio Satriano | Heracles Almelo | definitivo                       |

## Risultati

### Serie A

#### Girone di andata
| Arbitro: | Sozza (Seregno) |

|  |           |               |
|  | Marcatori | 33’ Cristante |

| Arbitro: | Massimi (Termoli) |

|              |           |  |
| Smalling 65’ | Marcatori |  |

| Arbitro: | Irrati (Pistoia) |

|             |           |             |
| Vlahović 2’ | Marcatori | 69’ Abraham |

| Arbitro: | Piccinini (Forlì) |

|                            |           |  |
| Dybala 18’, 32’ Ibañez 61’ | Marcatori |  |

| Arbitro: | Maresca (Napoli) |

|                                                |           |  |
| Udogie 5’ Samardžić 56’ Pereyra 61’ Lovric 82’ | Marcatori |  |

| Arbitro: | Marinelli (Tivoli) |

|                |           |                        |
| Bandinelli 43’ | Marcatori | 17’ Dybala 71’ Abraham |

| Arbitro: | Chiffi (Padova) |

|  |           |              |
|  | Marcatori | 35’ Scalvini |

| Arbitro: | Massa (Imperia) |

|             |           |                         |
| Dimarco 30’ | Marcatori | 39’ Dybala 75’ Smalling |

| Arbitro: | Prontera (Bologna) |

|                               |           |               |
| Smalling 6’ Dybala 48’ (rig.) | Marcatori | 39’ Strefezza |

| Arbitro: | Di Bello (Brindisi) |

|  |           |                      |
|  | Marcatori | 9’ (rig.) Pellegrini |

| Arbitro: | Irrati (Pistoia) |

|  |           |             |
|  | Marcatori | 80’ Osimhen |

| Arbitro: | Sacchi (Macerata) |

|                |           |                                             |
| Dawidowicz 26’ | Marcatori | 45+2’ Zaniolo 88’ Volpato 90+2’ El Shaarawy |

| Arbitro: | Orsato (Schio) |

|  |           |                     |
|  | Marcatori | 29’ Felipe Anderson |

| Arbitro: | Ayroldi (Molfetta) |

|               |           |             |
| Pinamonti 85’ | Marcatori | 80’ Abraham |

| Arbitro: | Rapuano (Rimini) |

|             |           |             |
| Matić 90+4’ | Marcatori | 55’ Linetty |

| Arbitro: | Santoro (Messina) |

|                      |           |  |
| Pellegrini 6’ (rig.) | Marcatori |  |

| Arbitro: | Massa (Imperia) |

|                       |           |                          |
| Kalulu 30’ Pobega 77’ | Marcatori | 87’ Ibañez 90+3’ Abraham |

| Arbitro: | Giua (Olbia) |

|                 |           |  |
| Dybala 40’, 82’ | Marcatori |  |

| Arbitro: | Sozza (Seregno) |

|  |           |                             |
|  | Marcatori | 45’ El Shaarawy 49’ Abraham |

#### Girone di ritorno
| Arbitro: | Orsato (Schio) |

|                         |           |                 |
| Osimhen 17’ Simeone 86’ | Marcatori | 75’ El Shaarawy |

| Arbitro: | Dionisi (L'Aquila) |

|                      |           |  |
| Ibañez 2’ Abraham 6’ | Marcatori |  |

| Arbitro: | Aureliano (Bologna) |

|                  |           |                   |
| Ibañez 7’ (aut.) | Marcatori | 17’ (rig.) Dybala |

| Arbitro: | Sozza (Seregno) |

|               |           |  |
| Solbakken 45’ | Marcatori |  |

| Arbitro: | Piccinini (Forlì) |

|                                    |           |                |
| Tsadjout 17’ D. Ciofani 83’ (rig.) | Marcatori | 71’ Spinazzola |

| Arbitro: | Maresca (Napoli) |

|             |           |  |
| Mancini 53’ | Marcatori |  |

| Arbitro: | Fabbri (Ravenna) |

|                                         |           |                                                       |
| Zalewski 26’ Dybala 50’ Wijnaldum 90+4’ | Marcatori | 13’, 18’ Laurienté 45+4’ (rig.) Berardi 75’ Pinamonti |

| Arbitro: | Massa (Imperia) |

|              |           |  |
| Zaccagni 65’ | Marcatori |  |

| Arbitro: | Irrati (Pistoia) |

|                                                   |           |  |
| Wijnaldum 57’ Dybala 88’ (rig.) El Shaarawy 90+4’ | Marcatori |  |

| Arbitro: | Colombo (Como) |

|  |           |                  |
|  | Marcatori | 6’ (rig.) Dybala |

| Arbitro: | Giua (Olbia) |

|                                       |           |  |
| Bove 37’ Pellegrini 55’ Abraham 90+1’ | Marcatori |  |

| Arbitro: | Irrati (Pistoia) |

|                                       |           |                |
| Pašalić 39’ Tolói 74’ Koopmeiners 84’ | Marcatori | 83’ Pellegrini |

| Arbitro: | Orsato (Schio) |

|               |           |                    |
| Abraham 90+4’ | Marcatori | 90+7’ Saelemaekers |

| Arbitro: | Chiffi (Padova) |

|               |           |                 |
| Caldirola 39’ | Marcatori | 24’ El Shaarawy |

| Arbitro: | Maresca (Napoli) |

|  |           |                        |
|  | Marcatori | 33’ Dimarco 74’ Lukaku |

| Bologna 14 maggio 2023, ore 18:00 CEST 35ª giornata | Bologna        | 0 – 0 referto | Roma | Stadio Renato Dall'Ara (23 824 spett.)\| Arbitro: \| Orsato (Schio) \| |
| Arbitro:                                            | Orsato (Schio) |               |      |                                                                        |

| Arbitro: | Colombo (Como) |

|                           |           |                      |
| El Shaarawy 47’ Matić 83’ | Marcatori | 12’ Candreva 54’ Dia |

| Arbitro: | Ayroldi (Molfetta) |

|                     |           |                 |
| Jović 85’ Ikoné 88’ | Marcatori | 11’ El Shaarawy |

| Arbitro: | Maresca (Napoli) |

|                                |           |             |
| Zalewski 43’ Dybala 90’ (rig.) | Marcatori | 6’ Nikolaou |

### Coppa Italia

#### Fase finale
| Arbitro: | Feliciani (Teramo) |

|            |           |  |
| Dybala 64’ | Marcatori |  |

| Arbitro: | Fabbri (Ravenna) |

|               |           |                                     |
| Belotti 90+4’ | Marcatori | 28’ (rig.) Dessers 49’ (aut.) Çelik |

### UEFA Europa League

#### Fase a gironi
| Arbitro: | Pawson |

|                      |           |                |
| Cauly 72’ Nonato 88’ | Marcatori | 86’ Shomurodov |

| Arbitro: | Petrescu |

|                                       |           |  |
| Dybala 47’ Pellegrini 49’ Belotti 68’ | Marcatori |  |

| Arbitro: | Jug |

|                   |           |                                 |
| Dybala 34’ (rig.) | Marcatori | 40’ Rodríguez 88’ Luiz Henrique |

| Arbitro: | Sidīropoulos |

|             |           |             |
| Canales 34’ | Marcatori | 53’ Belotti |

| Arbitro: | Martins |

|             |           |                                 |
| Hetemaj 54’ | Marcatori | 41’ Abraham 62’ (aut.) Hoskonen |

| Arbitro: | Dabanović |

|                                               |           |          |
| Pellegrini 56’ (rig.), 65’ (rig.) Zaniolo 85’ | Marcatori | 42’ Rick |

#### Fase a eliminazione diretta
| Arbitro: | Higler |

|             |           |  |
| Capaldo 88’ | Marcatori |  |

| Arbitro: | Vinčić |

|                        |           |  |
| Belotti 33’ Dybala 40’ | Marcatori |  |

| Arbitro: | Schärer |

|                              |           |  |
| El Shaarawy 13’ Kumbulla 87’ | Marcatori |  |

| San Sebastián 16 marzo 2023, ore 21:00 CET Ottavi di finale - Ritorno | Real Sociedad | 0 – 0 referto | Roma | Stadio di Anoeta (35 054 spett.)\| Arbitro: \| Kovács \| |
| Arbitro:                                                              | Kovács        |               |      |                                                          |

| Arbitro: | Sánchez Martínez |

|             |           |  |
| Wieffer 53’ | Marcatori |  |

| Arbitro: | Taylor |

|                                                            |           |            |
| Spinazzola 60’ Dybala 89’ El Shaarawy 101’ Pellegrini 109’ | Marcatori | 80’ Paixão |

| Arbitro: | Oliver |

|          |           |  |
| Bove 63’ | Marcatori |  |

| Leverkusen 18 maggio 2023, ore 21:00 CEST Semifinale - Ritorno | Bayer Leverkusen | 0 – 0 referto | Roma | BayArena (30 210 spett.)\| Arbitro: \| Vinčić \| |
| Arbitro:                                                       | Vinčić           |               |      |                                                  |

| Arbitro: | Taylor |

|                                |                      |                          |
| Mancini 55’ (aut.)             | Marcatori            | 35’ Dybala               |
| Ocampos Lamela Rakitić Montiel | Tiri di rigore 4 – 1 | Cristante Mancini Ibañez |

## Statistiche

### Statistiche di squadra
| Competizione  | Punti | In casa | In casa | In casa | In casa | In casa | In casa | In trasferta | In trasferta | In trasferta | In trasferta | In trasferta | In trasferta | Totale | Totale | Totale | Totale | Totale | Totale | DR  |
| Competizione  | Punti | G       | V       | N       | P       | Gf      | Gs      | G            | V            | N            | P            | Gf           | Gs           | G      | V      | N      | P      | Gf     | Gs     | DR  |
| ------------- | ----- | ------- | ------- | ------- | ------- | ------- | ------- | ------------ | ------------ | ------------ | ------------ | ------------ | ------------ | ------ | ------ | ------ | ------ | ------ | ------ | --- |
| Serie A       | 63    | 19      | 11      | 3       | 5       | 28      | 15      | 19           | 7            | 6            | 6            | 22           | 23           | 38     | 18     | 9      | 11     | 50     | 38     | +12 |
| Coppa Italia  | -     | 2       | 1       | 0       | 1       | 2       | 2       | 0            | 0            | 0            | 0            | 0            | 0            | 2      | 1      | 0      | 1      | 2      | 2      | 0   |
| Europa League | 10    | 7       | 6       | 0       | 1       | 16      | 4       | 7            | 1            | 3            | 3            | 4            | 6            | 15     | 7      | 4      | 4      | 21     | 11     | +10 |
| Totale        | -     | 28      | 18      | 3       | 7       | 44      | 21      | 26           | 8            | 9            | 9            | 26           | 29           | 55     | 26     | 13     | 16     | 73     | 51     | +22 |

### Andamento in campionato
| Giornata  | 1 | 2 | 3 | 4 | 5 | 6 | 7 | 8 | 9 | 10 | 11 | 12 | 13 | 14 | 15 | 16 | 17 | 18 | 19 | 20 | 21 | 22 | 23 | 24 | 25 | 26 | 27 | 28 | 29 | 30 | 31 | 32 | 33 | 34 | 35 | 36 | 37 | 38 |
| --------- | - | - | - | - | - | - | - | - | - | -- | -- | -- | -- | -- | -- | -- | -- | -- | -- | -- | -- | -- | -- | -- | -- | -- | -- | -- | -- | -- | -- | -- | -- | -- | -- | -- | -- | -- |
| Luogo     | T | C | T | C | T | T | C | T | C | T  | C  | T  | C  | T  | C  | C  | T  | C  | T  | T  | C  | T  | C  | T  | C  | C  | T  | C  | T  | C  | T  | C  | T  | C  | T  | C  | T  | C  |
| Risultato | V | V | N | V | P | V | P | V | V | V  | P  | V  | P  | N  | N  | V  | N  | V  | V  | P  | V  | N  | V  | P  | V  | P  | P  | V  | V  | V  | P  | N  | N  | P  | N  | N  | P  | V  |
| Posizione | 1 | 1 | 1 | 1 | 4 | 4 | 6 | 6 | 6 | 4  | 5  | 4  | 5  | 6  | 6  | 5  | 5  | 5  | 3  | 6  | 3  | 3  | 3  | 5  | 4  | 5  | 5  | 4  | 3  | 3  | 4  | 4  | 5  | 6  | 6  | 6  | 6  | 6  |

Legenda:

Luogo: C = Casa; T = Trasferta. Risultato: V = Vittoria; N = Pareggio; P = Sconfitta.

### Statistiche dei giocatori
Aggiornata al 4 giugno 2023.
Sono in corsivo i calciatori che hanno lasciato la società a stagione in corso.
| Giocatore      | Serie A  | Serie A | Serie A     | Serie A    | Coppa Italia | Coppa Italia | Coppa Italia | Coppa Italia | Europa League | Europa League | Europa League | Europa League | Totale   | Totale | Totale      | Totale     |
| Giocatore      | Presenze | Reti    | Ammonizioni | Espulsioni | Presenze     | Reti         | Ammonizioni  | Espulsioni   | Presenze      | Reti          | Ammonizioni   | Espulsioni    | Presenze | Reti   | Ammonizioni | Espulsioni |
| -------------- | -------- | ------- | ----------- | ---------- | ------------ | ------------ | ------------ | ------------ | ------------- | ------------- | ------------- | ------------- | -------- | ------ | ----------- | ---------- |
| T. Abraham     | 38       | 8       | 2           | 0          | 2            | 0            | 0            | 0            | 14            | 1             | 3             | 0             | 54       | 9      | 5           | 0          |
| A. Belotti     | 31       | 0       | 0           | 0          | 1            | 1            | 0            | 0            | 14            | 3             | 0             | 0             | 46       | 4      | 0           | 0          |
| P. Boer        | 0        | 0       | 0           | 0          | 0            | 0            | 0            | 0            | 0             | -0            | 0             | 0             | 0        | 0      | 0           | 0          |
| E. Bove        | 22       | 1       | 2           | 0          | 1            | 0            | 1            | 0            | 10            | 1             | 0             | 0             | 33       | 2      | 3           | 0          |
| M. Camara      | 15       | 0       | 3           | 0          | 0            | 0            | 0            | 0            | 6             | 0             | 1             | 0             | 21       | 0      | 4           | 0          |
| Z. Çelik       | 24       | 0       | 6           | 1          | 2            | 0            | 0            | 0            | 8             | 0             | 1             | 0             | 34       | 0      | 7           | 1          |
| B. Cristante   | 36       | 1       | 8           | 1          | 2            | 0            | 0            | 0            | 15            | 0             | 3             | 0             | 53       | 1      | 11          | 1          |
| E. Darboe      | 0        | 0       | 0           | 0          | 0            | 0            | 0            | 0            | 0             | 0             | 0             | 0             | 0        | 0      | 0           | 0          |
| P. Dybala      | 25       | 12      | 5           | 0          | 2            | 1            | 0            | 0            | 11            | 5             | 1             | 0             | 38       | 18     | 6           | 0          |
| S. El Shaarawy | 29       | 7       | 3           | 0          | 2            | 0            | 0            | 0            | 11            | 2             | 0             | 0             | 42       | 9      | 3           | 0          |
| G. Faticanti   | 0        | 0       | 0           | 0          | 0            | 0            | 0            | 0            | 1             | 0             | 0             | 0             | 1        | 0      | 0           | 0          |
| R. Ibañez      | 33       | 3       | 10          | 1          | 2            | 0            | 0            | 0            | 13            | 0             | 5             | 0             | 48       | 3      | 15          | 1          |
| R. Karsdorp    | 13       | 0       | 0           | 0          | 0            | 0            | 0            | 0            | 5             | 0             | 2             | 0             | 18       | 0      | 2           | 0          |
| M. Kumbulla    | 7        | 0       | 1           | 1          | 2            | 0            | 0            | 0            | 3             | 1             | 0             | 0             | 12       | 1      | 1           | 1          |
| D. Llorente    | 9        | 0       | 0           | 0          | 0            | 0            | 0            | 0            | 3             | 0             | 1             | 0             | 12       | 0      | 1           | 0          |
| J. Majchrzak   | 1        | 0       | 0           | 0          | 0            | 0            | 0            | 0            | 0             | 0             | 0             | 0             | 1        | 0      | 0           | 0          |
| G. Mancini     | 35       | 1       | 7           | 0          | 2            | 0            | 1            | 0            | 14            | 0             | 6             | 0             | 51       | 1      | 14          | 0          |
| N. Matić       | 35       | 2       | 5           | 0          | 2            | 0            | 0            | 0            | 13            | 0             | 3             | 0             | 50       | 2      | 8           | 0          |
| F. Missori     | 3        | 0       | 1           | 0          | 0            | 0            | 0            | 0            | 0             | 0             | 0             | 0             | 3        | 0      | 1           | 0          |
| R. Patricio    | 35       | -35     | 1           | 0          | 2            | -2           | 1            | 0            | 14            | -9            | 2             | 0             | 51       | -46    | 4           | 0          |
| L. Pellegrini  | 32       | 4       | 5           | 0          | 2            | 0            | 0            | 0            | 14            | 4             | 2             | 0             | 48       | 8      | 7           | 0          |
| N. Pisilli     | 1        | 0       | 0           | 0          | 0            | 0            | 0            | 0            | 0             | 0             | 0             | 0             | 1        | 0      | 0           | 0          |
| E. Shomurodov  | 6        | 0       | 0           | 0          | 0            | 0            | 0            | 0            | 2             | 1             | 0             | 0             | 8        | 1      | 0           | 0          |
| C. Smalling    | 32       | 3       | 7           | 0          | 1            | 0            | 0            | 0            | 14            | 0             | 1             | 0             | 47       | 3      | 8           | 0          |
| O. Solbakken   | 14       | 1       | 2           | 0          | 0            | 0            | 0            | 0            | 0             | 0             | 0             | 0             | 14       | 1      | 2           | 0          |
| L. Spinazzola  | 26       | 1       | 3           | 0          | 1            | 0            | 0            | 0            | 13            | 1             | 3             | 0             | 40       | 2      | 6           | 0          |
| M. Svilar      | 3        | -3      | 1           | 0          | 0            | 0            | 0            | 0            | 1             | -2            | 0             | 0             | 4        | -5     | 1           | 0          |
| B. Tahirović   | 11       | 0       | 1           | 0          | 2            | 0            | 0            | 0            | 0             | 0             | 0             | 0             | 13       | 0      | 1           | 0          |
| F. Tripi       | 0        | 0       | 0           | 0          | 0            | 0            | 0            | 0            | 0             | 0             | 0             | 0             | 0        | 0      | 0           | 0          |
| M. Viña        | 3        | 0       | 0           | 0          | 0            | 0            | 0            | 0            | 4             | 0             | 1             | 0             | 7        | 0      | 1           | 0          |
| C. Volpato     | 7        | 1       | 0           | 0          | 1            | 0            | 0            | 0            | 3             | 0             | 1             | 0             | 11       | 1      | 1           | 0          |
| G. Wijnaldum   | 14       | 2       | 0           | 0          | 0            | 0            | 0            | 0            | 9             | 0             | 0             | 0             | 23       | 2      | 0           | 0          |
| N. Zalewski    | 33       | 2       | 3           | 0          | 2            | 0            | 0            | 0            | 12            | 0             | 2             | 0             | 47       | 2      | 5           | 0          |
| N. Zaniolo     | 13       | 1       | 4           | 0          | 1            | 0            | 1            | 0            | 3             | 1             | 1             | 1             | 17       | 2      | 6           | 1          |

## Giovanili

### Organigramma
- Responsabile Settore Giovanile: B. Conti

Primavera
- Allenatore: Federico Guidi

#### Giovanili
Under 18
- Allenatore: Tugberk Tanrivermis

Under 17
- Allenatore: Marco Ciaralli

Under 16
- Allenatore: Gianluca Falsini

Under 15
- Allenatore: Antonio Rizzo

### Piazzamenti
- Primavera
  - Campionato: 6º, perde il primo turno dei play-off
  - Coppa Italia: Vincitrice
- Under 13 Pro: Vincitrice. Scudetto. Campione d'Italia.
- Under 14 Elìte Regionali: Vincitrice. Campione del Lazio.
- Under 17: Vincitrice. Scudetto. Campione d'Italia.
- Under 16: Vincitrice. Scudetto. Campione d'Italia.